# Плажане
Плажане је насеље у Србији у општини Деспотовац у Поморавском округу. Према попису из 2022. било је 1036 становника. Плажане се налази 44° 08′ 38" СГШ и 21° 24′ 57" ИГД на 253 метара надморске висине. Кроз Плажане протиче Плажанска река која извире на Врелу а улива се у Ресаву. По народном тумачењу, Плажане је добило ово име зато што су његови становници много плазили језике. Друго, вероватније тумачење је да је село добило име због плажа које су се налазиле на обалама Ресаве.
Овде се налазе Запис Миљковића крушка (Плажане), Запис Љубисављевића храст (Плажане) и Запис Стевановића храст (Плажане).

## Историја
Данашње Плажане је настало од два села: Павловца, које је било на североисточној страни у односу на данашње село, и другог села, које се по једном предању звало Река, а по другом Плажане (Блажане) а које се налазило на источној страни од данашњег Плажана, на месту које се зове Старо Село. Временом су се селу придружили и Пироћани који су некада живели у месту Лесковица. Тако су стари Плажанци заузели леву или источну страну Плажанске реке, а Пироћани и Павловчани десну, односно западну страну.
Сеоска слава је Спасовдан, а заветине су Благовести и Резиповест.
У Плажану постоји осмогодишња основна школа „Ђура Јакшић“ у коју, после завршених нижих разреда, долазе ђаци из суседних села Грабовице и Златова.
2009-те године започета је изградња цркве која је посвећена Светој Петки захваљујући многобројним добротворима и донаторима.

## Порекло становништва
Подаци датирају из 1926. г.
Село се дели на седам мала: Белопољска, Ђурицка, Лукицка, Бобицка, Биџицка, Брђанска и Пиротска.
- Белопољци (60 к., Св. Ђорђе и Ђурђевдан), овамо се преселили из Реке или Старог Плажана, тамо су дошли из села Белог Поља на Косову.
- Ђурићи (20 к., Св. Андрија), доселили се из Крупца, преко границе.
- Лукићи (50 к., Петровдан), дошли из Црне Реке преко Старог Плажана.
- Бобићи (75 к., Св. Никола), доселили се од некуд из Бугарске преко Старог Плажана.
- Момировићи (5 к., Св. Јован), доселили се из Старог Павловца, а у Павловцу не знају одакле су дошли.
- Рацићи (15 к., Св. Ђорђе), доселили се са Косова преко Старог Павловца.
- Радосављевићи (15 к., Св. Никола), преко Старог Павловца досељени са Косова.
- Брђани (15 к., Св. Никола), доселили се преко Старог Павловца из параћинског краја.
- Пироћани (25 к., Св. Арханђел), доселили се из пиротске околине, па су прво били населили једно место код код некадашње Лесковице, одакле су се после преселили овамо.

## Демографија
У насељу Плажане живи 1281 пунолетни становник, а просечна старост становништва износи 45,0 година (44,0 код мушкараца и 46,1 код жена). У насељу има 528 домаћинстава, а просечан број чланова по домаћинству је 2,92.
Ово насеље је великим делом насељено Србима (према попису из 2002. године), а у последња три пописа, примећен је пад у броју становника.
|  |

| Демографија | Демографија | Демографија |
| Година      | Становника  | Становника  |
| ----------- | ----------- | ----------- |
| 1948.       | 2.124       |             |
| 1953.       | 2.419       |             |
| 1961.       | 2.343       |             |
| 1971.       | 2.228       |             |
| 1981.       | 2.148       |             |
| 1991.       | 2.146       | 1.748       |
| 2002.       | 1.541       | 1.956       |

| Етнички састав према попису из 2002.‍ | Етнички састав према попису из 2002.‍ | Етнички састав према попису из 2002.‍ | Етнички састав према попису из 2002.‍ | Етнички састав према попису из 2002.‍ |
| ------------------------------------ | ------------------------------------ | ------------------------------------ | ------------------------------------ | ------------------------------------ |
|                                      |                                      |                                      |                                      |                                      |
| Срби                                 | Срби                                 |                                      | 1.530                                | 99,28%                               |
| Румуни                               | Румуни                               |                                      | 4                                    | 0,25%                                |
| Македонци                            | Македонци                            |                                      | 1                                    | 0,06%                                |
| непознато                            | непознато                            |                                      | 6                                    | 0,38%                                |

| Година пописа     | 1948. | 1953. | 1961. | 1971. | 1981. | 1991. | 2002. |
| ----------------- | ----- | ----- | ----- | ----- | ----- | ----- | ----- |
| Број домаћинстава | 382   | 489   | 523   | 546   | 558   | 538   | 528   |

| Број чланова      | 1   | 2   | 3  | 4   | 5  | 6  | 7  | 8 | 9 | 10 и више | Просек |
| ----------------- | --- | --- | -- | --- | -- | -- | -- | - | - | --------- | ------ |
| Број домаћинстава | 100 | 170 | 72 | 103 | 48 | 20 | 11 | 1 | 2 | 1         | 2,92   |

| Пол    | Укупно | Неожењен/Неудата | Ожењен/Удата | Удовац/Удовица | Разведен/Разведена | Непознато |
| ------ | ------ | ---------------- | ------------ | -------------- | ------------------ | --------- |
| Мушки  | 664    | 146              | 456          | 40             | 21                 | 1         |
| Женски | 678    | 83               | 457          | 125            | 12                 | 1         |
| УКУПНО | 1.342  | 229              | 913          | 165            | 33                 | 2         |

| Пол    | Укупно                    | Пољопривреда, лов и шумарство | Рибарство                            | Вађење руде и камена | Прерађивачка индустрија       |
| ------ | ------------------------- | ----------------------------- | ------------------------------------ | -------------------- | ----------------------------- |
| Мушки  | 241                       | 51                            | 0                                    | 25                   | 59                            |
| Женски | 111                       | 36                            | 0                                    | 2                    | 16                            |
| УКУПНО | 352                       | 87                            | 0                                    | 27                   | 75                            |
| Пол    | Производња и снабдевање   | Грађевинарство                | Трговина                             | Хотели и ресторани   | Саобраћај, складиштење и везе |
| Мушки  | 6                         | 13                            | 34                                   | 4                    | 10                            |
| Женски | 3                         | 0                             | 14                                   | 1                    | 1                             |
| УКУПНО | 9                         | 13                            | 48                                   | 5                    | 11                            |
| Пол    | Финансијско посредовање   | Некретнине                    | Државна управа и одбрана             | Образовање           | Здравствени и социјални рад   |
| Мушки  | 2                         | 2                             | 13                                   | 10                   | 5                             |
| Женски | 2                         | 3                             | 5                                    | 7                    | 16                            |
| УКУПНО | 4                         | 5                             | 18                                   | 17                   | 21                            |
| Пол    | Остале услужне активности | Приватна домаћинства          | Екстериторијалне организације и тела | Непознато            | Непознато                     |
| Мушки  | 3                         | 0                             | 0                                    | 4                    | 4                             |
| Женски | 3                         | 0                             | 0                                    | 2                    | 2                             |
| УКУПНО | 6                         | 0                             | 0                                    | 6                    | 6                             |